# Eight Inc.
Eight Inc. es un estudio de diseño e innovación multidisciplinario con oficinas en Nueva York, San Francisco, Honolulu, Tokio, Beijing y Londres. Fundado en 1989 por Tim Kobe. Eight Inc. diseña espacios residenciales y comerciales, como también productos y comunicaciones.

## Reseña
Trabajos recientes en el sector comercial incluyen las tiendas Apple Store, las tiendas insignia de Nokia, tiendas Coach Inc., diversos proyectos para Virgin Atlantic Airways, así como también la creación de nuevos espacios bancarios para Citibank.
Eight Inc. diseña también desarrollos residenciales y de uso mixto, siendo premiado con el Architectural Record Honor por el diseño de “High Density On The High Ground”, un concurso donde se presentaban soluciones residenciales de uso mixto para la ciudad de Nueva Orleans luego del Huracán Katrina. En 2006, Eight Inc. respresentó a los Estados Unidos en el Pabellón Americano de la X Bienal de Arquitectura de Venecia.
Eight Inc. ha diseñado mobiliario para METRO, una división de Steelcase, accesorios de cocina para Williams-Sonoma, soluciones de diseño de interfaz para Citibank y Nokia, y espacios para exhibiciones para Herman Miller y Apple. 
Actualmente sus proyectos registrados LEED® incluyen 280 Beachwalk, el primer complejo LEED® en Waikiki y el Malama Learning Center, un centro comunitario educacional en la isla Hawaiana de Oahu.

## Proyectos seleccionados

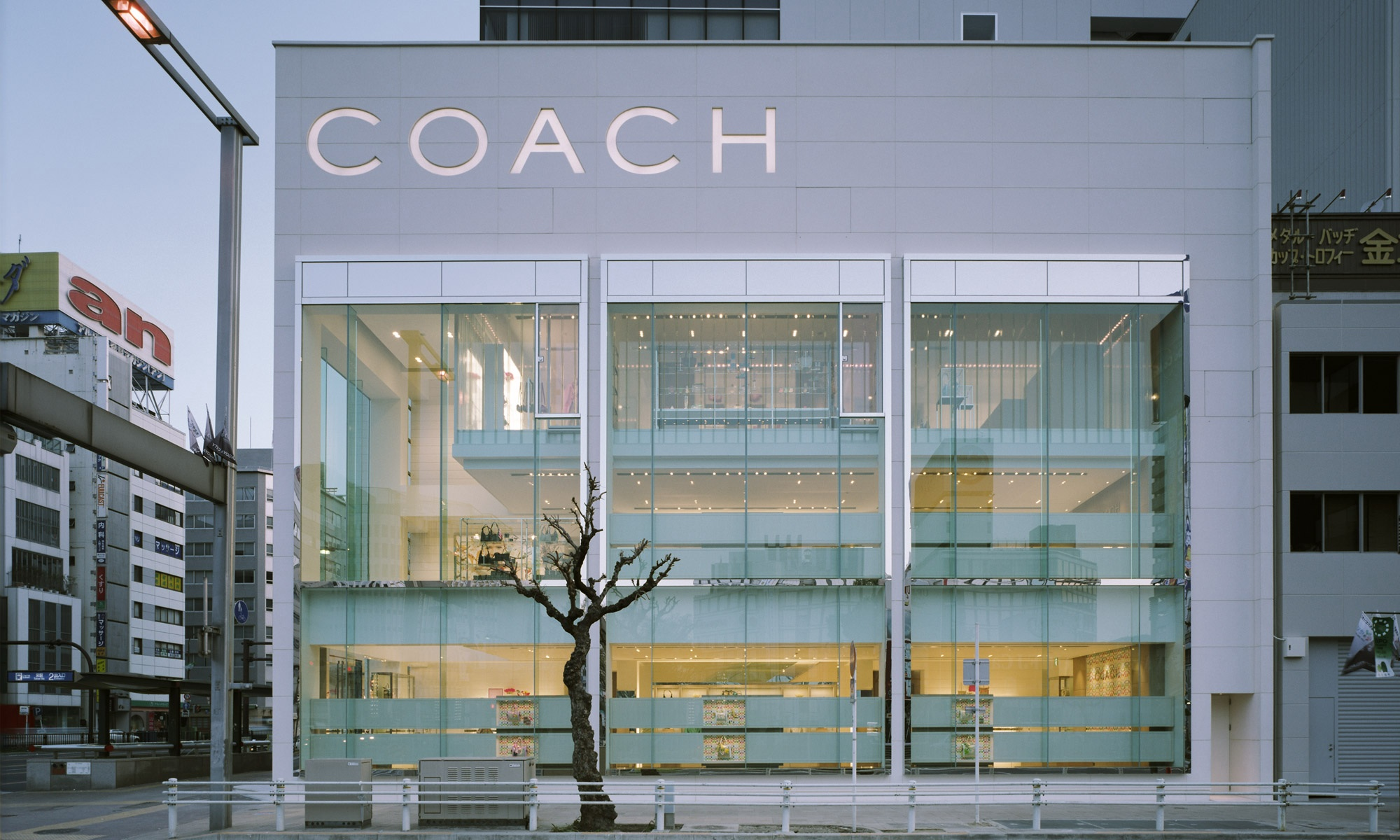
Tienda Coach Nagoya, Japón
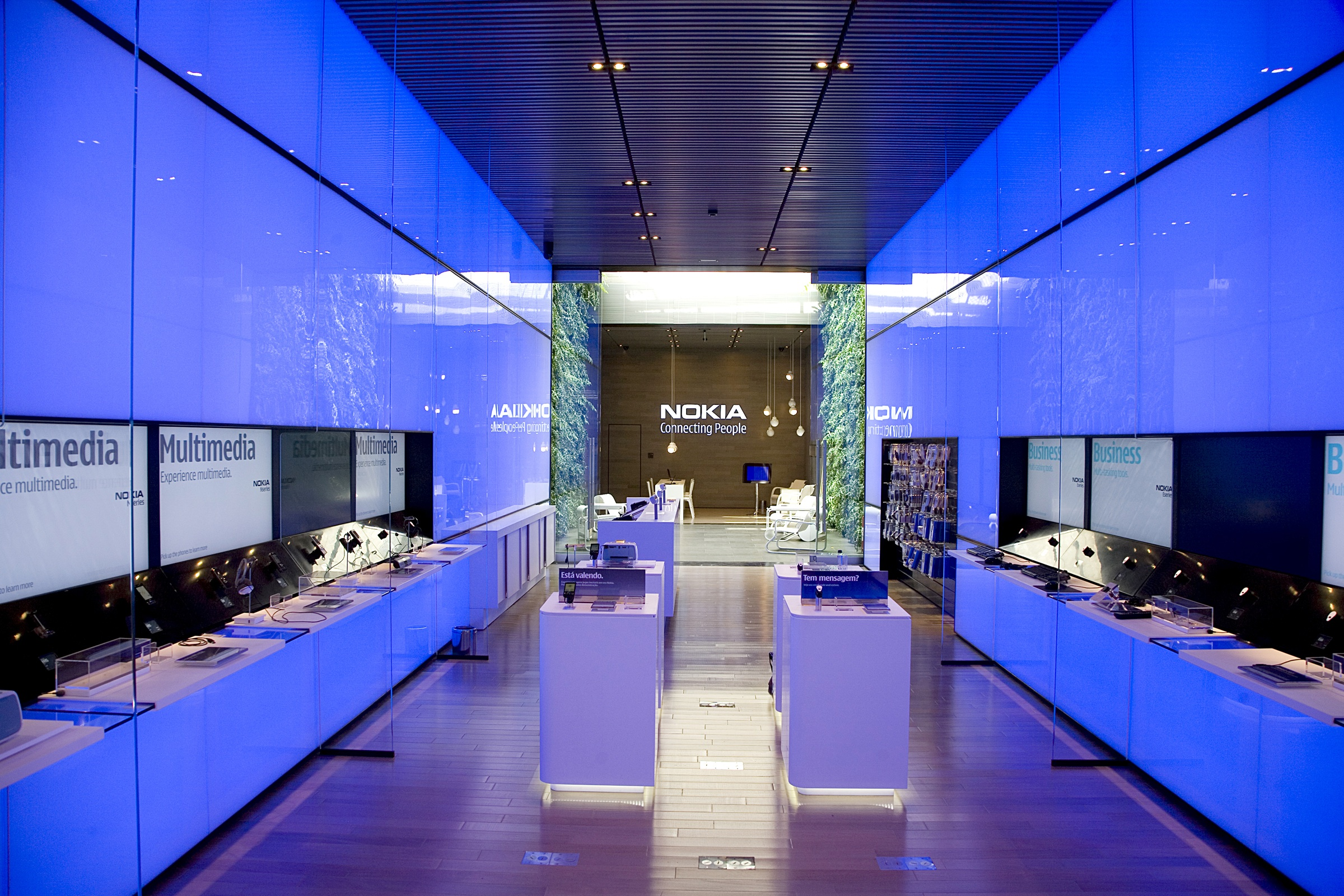
Tienda Insignia Nokia San Pablo, Brasil
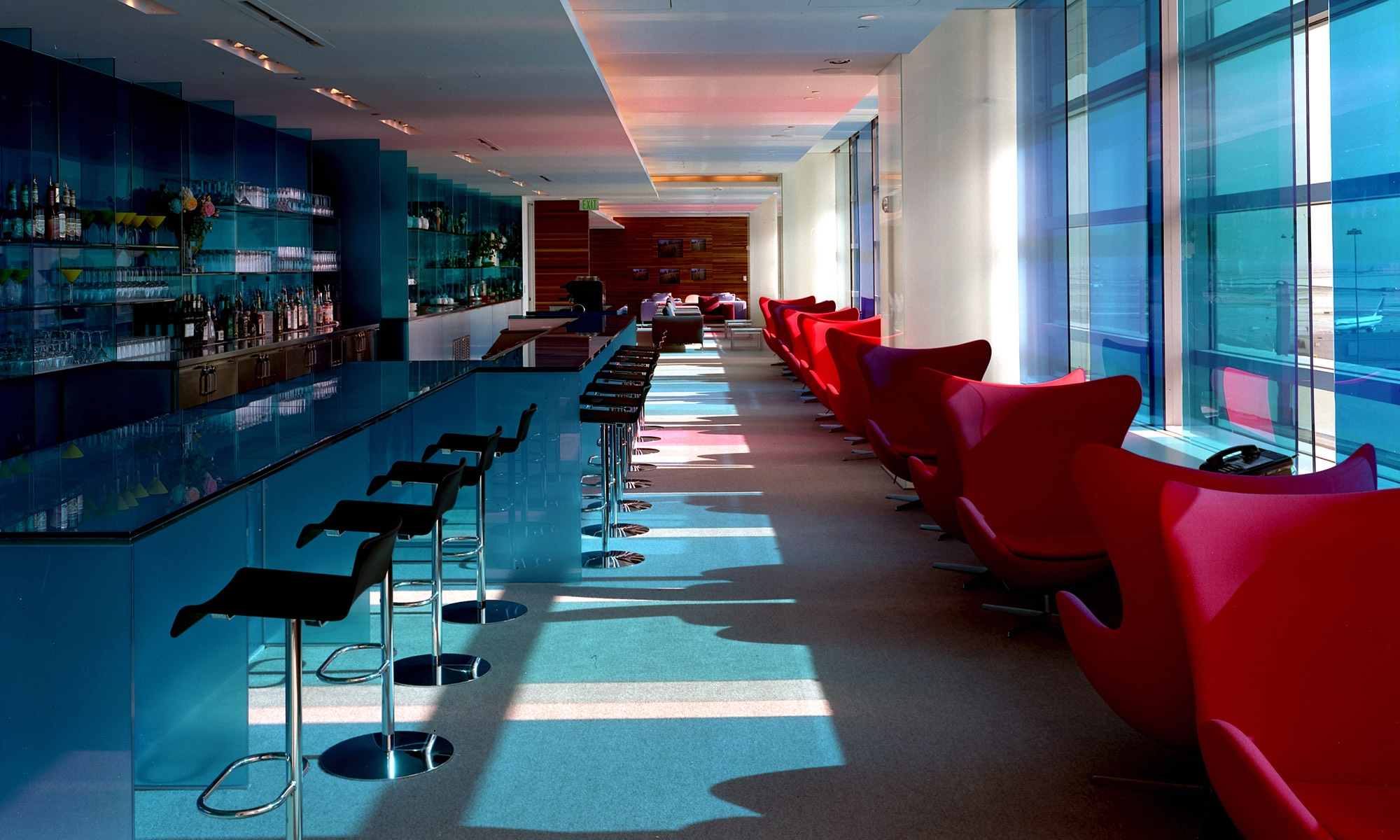
Clubhouse Virgin Aeropuerto Internacional de San Francisco
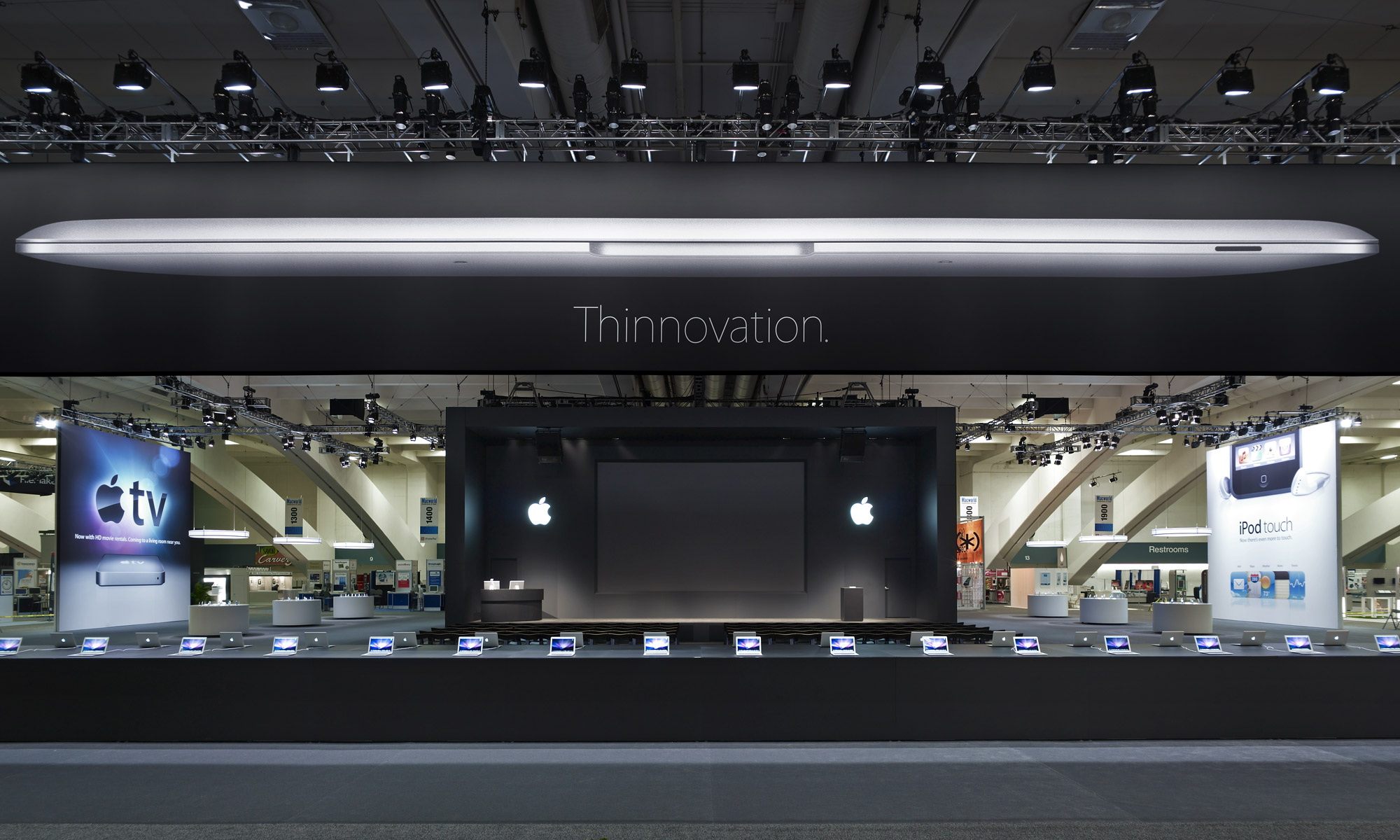
Apple MacWorld San Francisco, CA
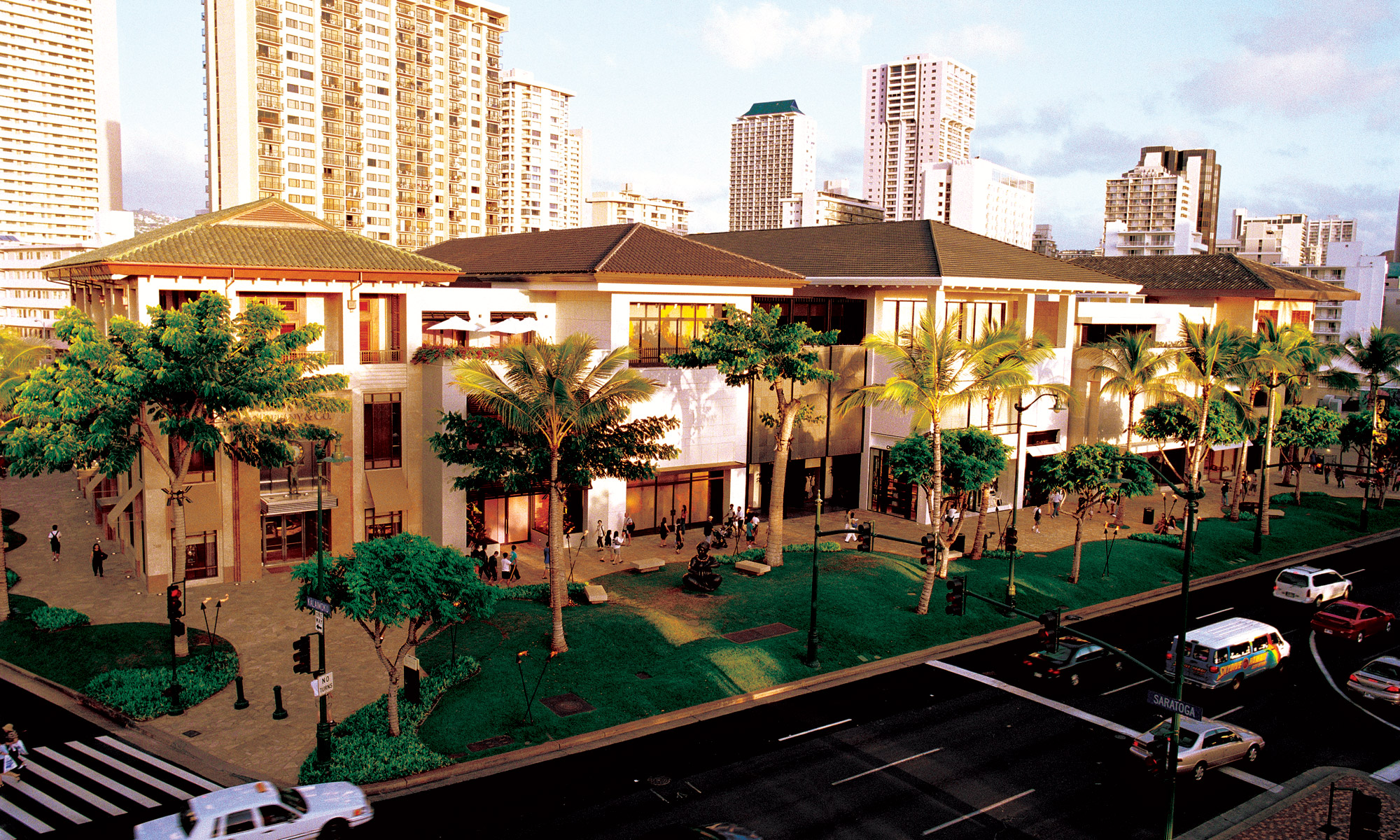
2100 Kalakaua Waikiki, Hawái
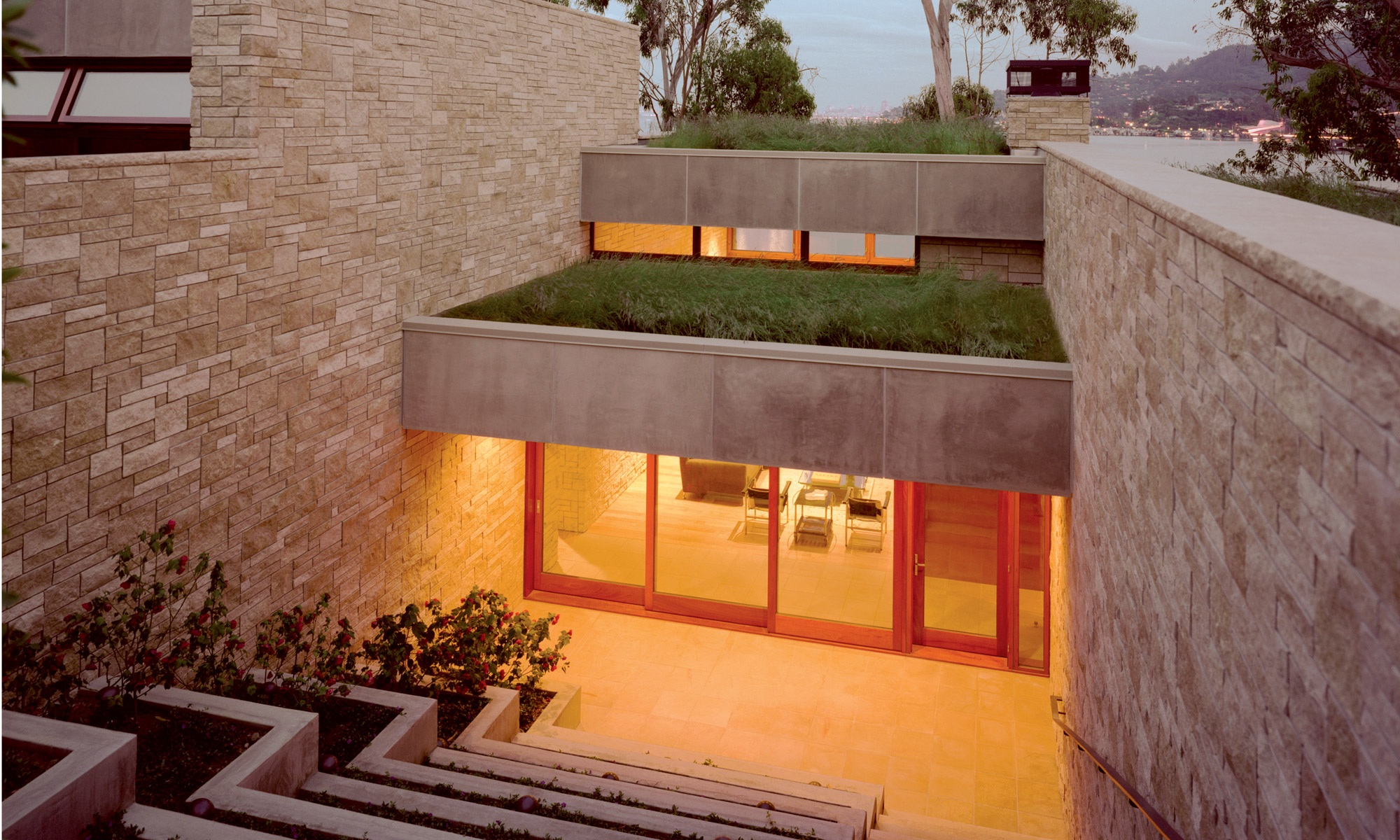
Edgewood House Mill Valley, CA
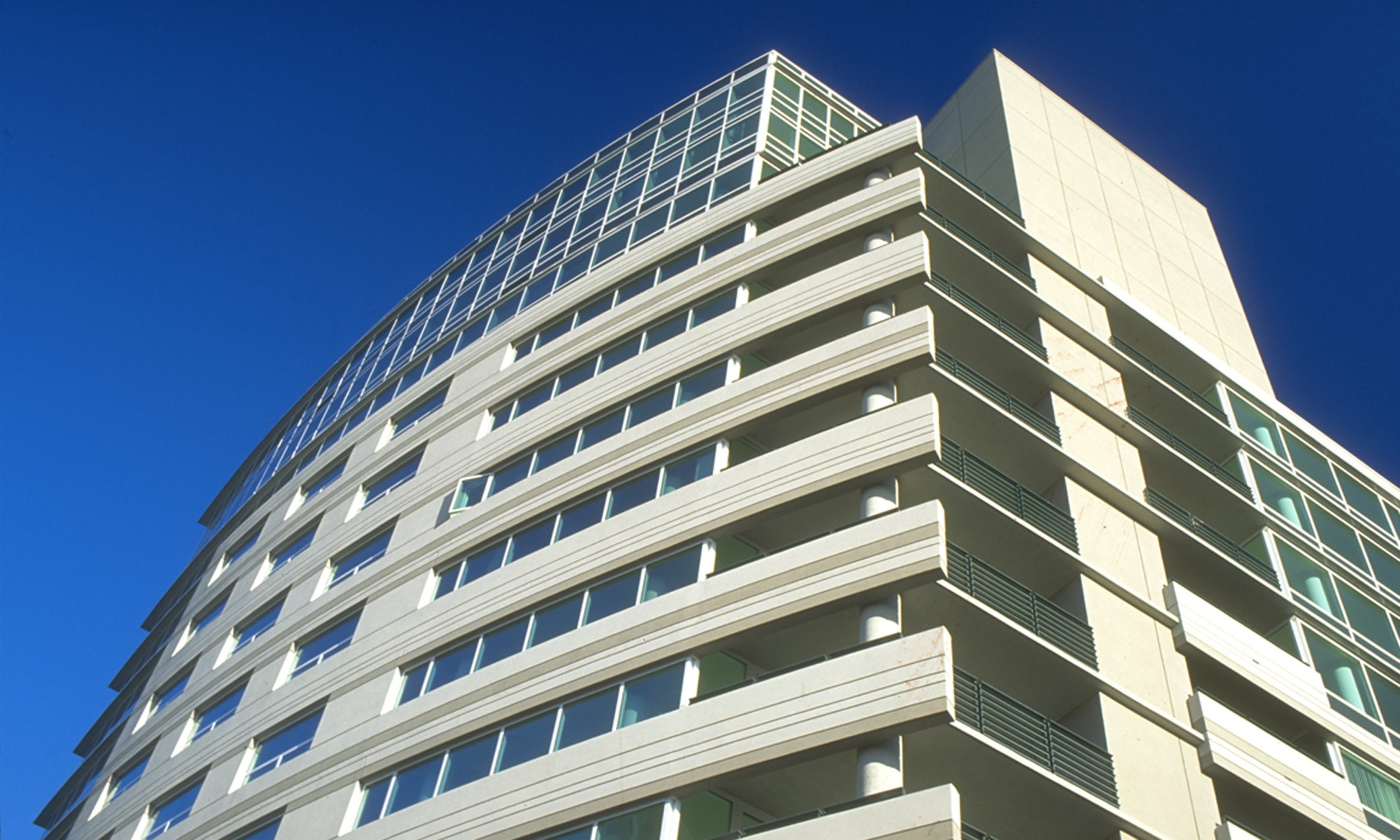
The Post International San Francisco, CA
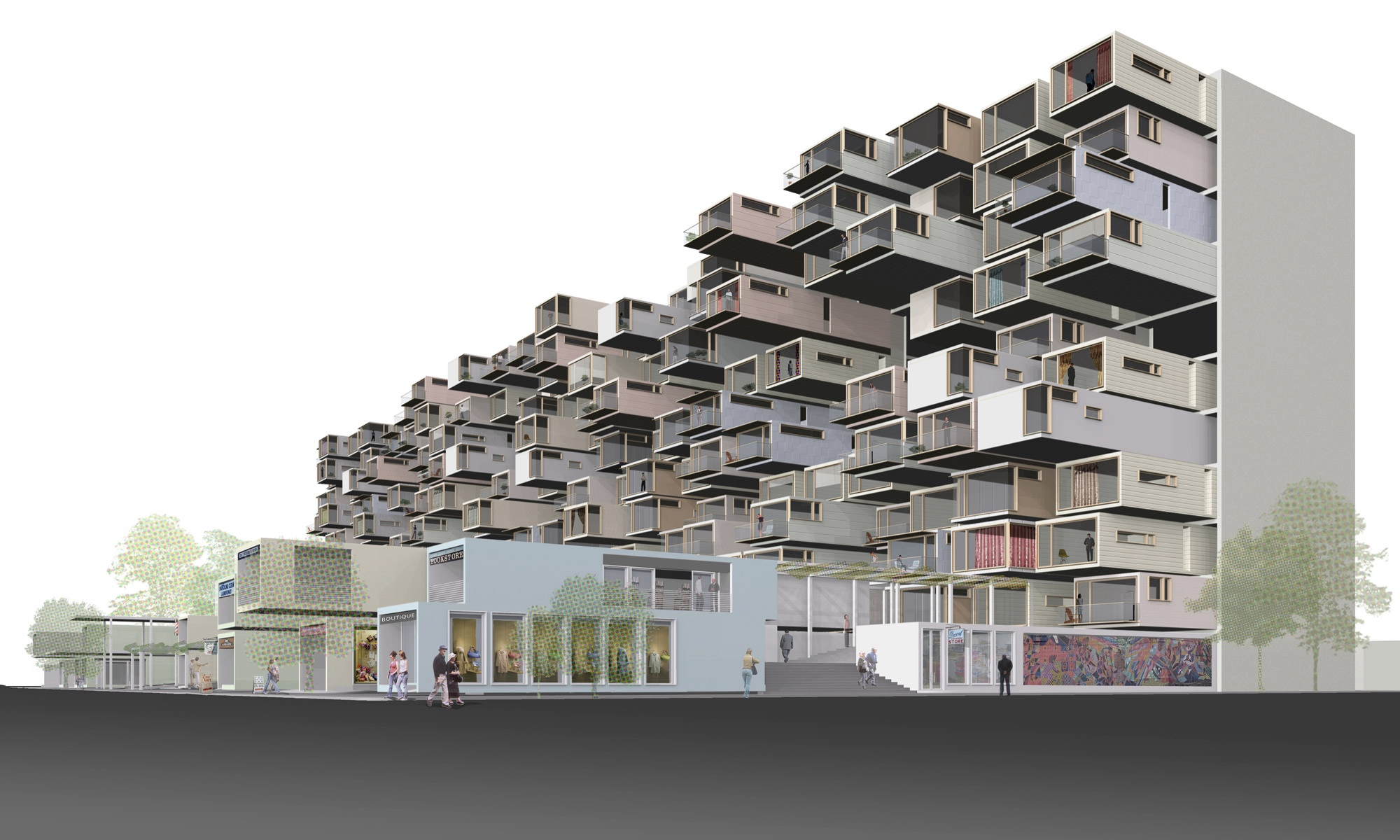
Concurso de Diseño Katrina High Density on the High Ground